# Эстебан (футболист)
Эстебан Андрес Суарес (исп. Esteban Andrés Suárez; 27 июня 1975, Авилес, Испания), известен как Эстебан, испанский футболист, вратарь.

## Биография
Родился в Авилесе, Астурия. Эстебан начал свою футбольную карьеру в местном клубе «Реал Авилес», но вскоре перешёл в «Реал Овьедо». В течение 5 сезонов с первой командой (четыре из которых — в Ла Лиге) он пропустил всего 12 матчей. В 1998 году Эстебан Суарес стал победителем молодёжного чемпионата Европы по футболу. Летом 2002 года он перешёл в «Атлетико Мадрид» — Кольчонерос только что вернулись в высший дивизион после двухлетнего отсутствия.
В августе 2003 года Эстебан присоединился к «Севилье». После двух сезонов он подписал контракт с «Сельтой», вратарь которой, Хосе Мануэль Пинто перешёл в «Барселону».
Летом 2008 года Эстебан присоединился к «Альмерии». Изначально он был запасным вратарём. Однако, после травмы Диего Алвеса он занял место в стартовом составе и оставался там до конца года.
Весной 2014 года он сообщил, что после 12 лет отсутствия возвращается в «Реал Овьедо».

## Достижения
Международные
 Испания (до 21)
- Чемпионат Европы по футболу среди молодёжных команд — 1998